# Vocabulaire commun pour les marchés
Pour les articles homonymes, voir CPV.
Le vocabulaire commun pour les marchés publics, en anglais common procurement vocabulary (CPV), est une nomenclature européenne de classification uniformisée en matière de marchés publics visant à standardiser les références utilisées pour décrire l'objet d'un marché par les pouvoirs adjudicateurs (Union européenne, États membres, collectivités publiques, etc.) et les entités adjudicatrices.
Le vocabulaire commun pour les marchés publics a été adopté par le règlement (CE) no 213/2008 et est en vigueur depuis le 17 septembre 2008.

## Structure du CPV
Le CPV permet aux organismes concernés d’utiliser dans l’objet de leurs marchés des descripteurs à 9 chiffres (un code à huit chiffres plus un chiffre de contrôle) constituant la nomenclature CPV. Ceux-ci permettent d’éviter les faux-sens, les inexactitudes ou les erreurs liées aux problèmes de traduction au sein de l’Europe.
Il est composé d'un vocabulaire principal servant à définir l'objet d'un marché ainsi que d'un vocabulaire supplémentaire permettant d'ajouter des informations qualitatives complémentaires. 
Le vocabulaire principal repose sur une arborescence de codes auxquels correspond un intitulé qui décrit le type de fournitures, de travaux ou de prestations, objet du marché. 

### Exemples
- 01121440-7 Chou de Bruxelles
- 30213000-5 Ordinateurs personnels
- 30213100-6 Ordinateurs bloc-notes
- 30213200-7 Ordinateurs portatifs
- 30213300-8 Ordinateurs portables
- 30213400-9 Unités centrales pour ordinateurs personnels
- 32412110-8 Réseau Internet
- 71000000-8 Services d'architecture, services de construction, services d'ingénierie et services d'inspection